# San Salvador (Entre Ríos)
Pour les articles homonymes, voir San Salvador.
San Salvador (Saint-Sauveur), est une ville de la province d'Entre Ríos en Argentine, chef-lieu du département de San Salvador.

## Histoire
Elle fut fondée le 25 décembre 1889 par Miguel Malarín.

## Démographie
Sa population se montait à 12 643 habitants en 2010, ce qui représentait une croissance de 13,67 % depuis 2001.